# 1297

سنة 1297 كانت سنة بسيطة تبدأ يوم الثلاثاء حسب التقويم اليولياني.

## أحداث
- 8 يناير - قوات فرانشيسكو غريمالدي تقتحم قلعة موناكو. تبقى أسرة غريمالدي حكام الإمارة إلى العصر الحديث.

## مواليد
- عبد القادر القرشي
- أبو الحسن علي بن عثمان

## وفيات
- ظهير الدين الكازروني، كاتب، ومؤرخ عراقي.